# Rien ne sert de courir après un lapin
Pour plus de détails, voir Fiche technique et Distribution.
Rien ne sert de courir après un lapin (To Hare is Human) est un court métrage d'animation de la série américaine Merrie Melodies, réalisé par Chuck Jones et sorti le 15 décembre 1956, qui met en scène Bugs Bunny et Vil Coyote.